# Tue Greenfort
Tue Greenfort (* 1973 in Holbæk/Dänemark) ist ein dänischer Künstler, der für seine Freiland-Installationen bekannt ist.

## Leben und Werk
Greenfort studierte von 1997 bis 2000 an der Funen Art Academy in Odense bei  Jesper Christiansen und Lars Bent Petersen. Anschließend ging er von 2000 bis 2003 an die Staatliche Hochschule für Bildende Künste – Städelschule nach Frankfurt am Main, wo er bei Thomas Bayrle studierte. Greenforts Arbeiten bewegen sich in dem Dreieck Mensch-Natur-Umwelt. Auf der dOCUMENTA (13) wirkte er an dem Archiv The Worldly House mit.
Seit September 2011 ist er Professor an der Funen Art Academy. Greenfort lebt und arbeitet in Dänemark und Berlin.

## Ausstellungen
- 2011 Where the People Will Go, South London Gallery, London
- 2009  Konstnärer i Livsformer (Lebensformen), Bonniers Konsthall, Stockholm
- 2008 Linear Deflection, Kunstverein Braunschweig
- 2007 Medusa, Wiener Secession;  Projekt: Diffuse Einträge , Skulptur Projekte Münster
- 2006 Witte de With, Rotterdam (erste große Einzelausstellung)